# オメガモン
オメガモンは『デジタルモンスター』シリーズに登場する架空の生命体・デジタルモンスターの一種。

## 概要
ワンダースワンのゲーム『アノードテイマー&カソードテイマー』でガルルグレイモンという名前で初登場。劇場版アニメ『デジモンアドベンチャー ぼくらのウォーゲーム!』（2000年春の東映アニメフェアにて2000年3月4日公開）のために新規に制作されたデジモンであり、八神太一と石田ヤマトのパートナーデジモンであるウォーグレイモンとメタルガルルモンが合体したデジモン。肩の盾、ブレイブシールドに刻まれた紋章は『デジモンアドベンチャー』の作中で登場した勇気の紋章である。胸には勇気の紋章と友情の紋章を半分ずつ合わせた紋章が付いているが、『デジモンアドベンチャー』などの一部のオメガモン（登場人物として登場する場合は殆ど）には付いていない。グレイソードにはデジ文字の日本語で「オールデリート（All Delete）」と刻まれている。登場して数年は「正義のヒーロー」という一面が強調されていたが、『デジモンアドベンチャーVテイマー01』以降から「ヒール」としての活躍も多くなってきている。
人気が非常に高いデジモンであり、アニメ作品では本編・劇場版の両方を含むとほとんどの作品に登場している。時として人気ナンバーワンのデジモンとして扱われるが、「デジタルモンスターカードゲーム」公式ページでの人気投票において1位こそ取っているものの、モード形態を含めた得票数の数ではインペリアルドラモンやデュークモンに敗北し、その人気は後続のデジモン達に抜かれ始めている面もある。だが、それでも1位を譲らない点は根強い人気の証と言える。なお、数多くのデジモンのデザインやイラストレーションを手掛けたイラストレーターのAs'まりあはオメガモンとデュークモンを「ロイヤルナイツの両翼」と位置づけている。

## 種族としてのオメガモン
遥か昔のデジタルクライシスの時、ウィルスバスターズであるウォーグレイモンとメタルガルルモンが、善と平和を望む人々の強い意志と思いと願いによって融合し誕生したロイヤルナイツの一員である究極体の聖騎士型デジモン。
ゲーム『デジモンストーリー サイバースルゥース』などの一部媒体では超究極体であるとされている。
左腕にはウォーグレイモンの形をした剣『グレイソード』と肩の盾『ブレイブシールド』が、右腕にはメタルガルルモンの形をした大砲『ガルルキャノン』とミサイルが装備され、その意匠を強く残している。背中のマントは、敵の攻撃を避ける時や飛行する際に自動的に装備される。
2体のデジモンの特徴を併せ持ち、優れたトータルバランスを誇る、如何なる状況でも遺憾なくその力を発揮できるハイレベルのオールラウンダーである。闇との戦いに終止符を打つ“最後”の聖騎士でもある（ギリシャ文字の「Ω」はギリシャ文字において最後の文字であるのが由縁）。

### 基本データ
- 世代/究極体（超究極体）
- タイプ/聖騎士型
- 属性/ワクチン
- 必殺技/グレイソード、ガルルキャノン(ソード・オブ・ルイン)
- 得意技/ダブルトレント、オメガブラスト
- 装備/グレイソード、ガルルキャノン、ブレイブシールド
- 所属/ロイヤルナイツ、ウィルスバスターズ

得意技
ダブルトレント
両腕を使って地を這う氷と炎を交互に放つ。
必殺技
グレイソード
炎のエネルギーを集中させて敵を両断する。
ガルルキャノン
冷気のエネルギーを砲弾のように発射する。

### X抗体版
- 世代/究極体
- タイプ/聖騎士型
- 属性/ワクチン
- 必殺技/オールデリート、グレイソード、ガルルキャノン

全体が機械的なデザインに変化。戦いにおいて一瞬にして先を読み、対応出来てしまう究極の力『オメガインフォース』を得た事によって、無敵の強さを手に入れた（しかし、どんな敵にも勝てるというわけではない）。
あらゆる状況下でのオメガモンの戦闘センスとポテンシャルが極限まで高められ、引き出された能力である。
必殺技
オールデリート
ネットワークセキュリティに関する絶対に負けられない戦いにおいて発動する。グレイソードに触れたもの全てを消し去る。
アニメ『DIGITAL MONSTER X-evolution』では黒い波動を放ち、辺り一体を全て飲み込み消し去った。

### オメガモン ズワルト
- 世代/究極体
- タイプ/聖騎士型
- 属性/ワクチン
- 必殺技/ガルルキャノン、グレイソード

近年解明されてきた、姿を黒く変えてしまう分泌物「ブラックデジトロン」が、何らかの形で混入し一時的に黒い姿となったとされ、その間はパワーが増加されている。
2020年1月21日にデジモンウェブのデジモン図鑑に追加され、詳細設定が判明した。

### オメガモン：マーシフルモード
- 世代/究極体
- タイプ/聖騎士型
- 属性/ワクチン
- 必殺技/虞玲刀（ぐれいとう）、雅琉々砲（がるるほう）

劇場版『デジモンアドベンチャー tri. 第6章 ぼくらの未来』にて初登場。
マフラーのようになびく白い翼をもち、天使の様な姿に変化。戦いや倒すことでしか救えない者がいると悟ったオメガモンが悲しみと決意をもって変化した姿で、まるで涙が頬を伝うような青白い光のライン「フォトンスプレッド」は全身にも浮かび上がっている。「フォトンスプレッド」が全身を駆け巡ることでパワーを一時的に大幅に上げている。道を踏み外し、後戻り出来なくなったデジモンを裁くことで救済する存在であり、彼が攻撃する対象は常に本来「善の心」を持つ者とされる。
装備する「グレイソード」は「虞玲刀」という日本刀の姿に変化。斬る対象を一太刀で介錯するための武器として、別れの想いを胸に秘めて惜別の一刀を振り下ろす。必殺技の「ガルルキャノン」も「雅琉々砲」へと技を変え、絶対零度の冷気をレーザー状に撃ち出す。
2020年11月20日にデジモンウェブのデジモン図鑑に追加され、詳細設定が判明した。

### オメガモンズワルトDEFEAT（ディフィート）
- 世代/究極体
- タイプ/聖騎士型
- 属性/ウィルス
- 必殺技/ガルルキャノン、グレイソード

ゲーム『デジモンワールド -next 0rder-』で初登場。
オメガモンズワルトが、何者かにウィルスプログラムを注入されて狂戦士とされた姿。視界に移るデジモンは全て禍々しい敵として映り、近づく者は誰であれ容赦なく襲い掛かる。
体内で猛威を奮うウィルスプログラムと微かに残るワクチンプログラムが体内で反発しあって不安定となり、傷ついた身体は癒えることなく疲弊、暴走を繰り返す。時としてワクチンプログラムが押し返し自我を取り戻した一瞬に、被害を抑えるため両武器を拘束した。
2021年10月29日にデジモンウェブのデジモン図鑑に追加され、詳細設定が判明した。

### オメガモンAlter-S
- 世代/究極体
- タイプ/聖騎士型
- 属性/ウィルス
- 必殺技/ガルルソード、グレイキャノン

ウォーグレイモンの亜種であるブリッツグレイモンとメタルガルルモンの亜種であるクーレスガルルモンが融合し誕生したオメガモンの新たな一面。“ロイヤルナイツ”に所属するオメガモンとは別の個体であるが、2体の特性を併せ持ちマルチタイプな性能は変わらず、強さも同等である。なぜ2体のデジモンが融合に至ったかは謎であり、このオメガモンもまた誰かの強い意志によるものか、何の望みがあっての融合かは明かされていない。
必殺技
グレイキャノン
ブリッツグレイモンの形をした砲塔からプラズマを撃ち抜く。
ガルルソード
剣中央に溜めるエネルギー量で斬撃力が変化する。最大にチャージしたガルルソードの斬撃に切れないものはない。
アニメ『デジモンアドベンチャー:』では第67話（最終話）で登場した。

### オメガモンAlter-B
- 世代/究極体
- タイプ/聖騎士型
- 属性/ウィルス
- 必殺技/ガルルソード、グレイキャノン

ゲーム『デジモンワールド -next 0rder-』で初登場。
オメガモンAlter-Sに姿を黒く変えてしまう分泌物「ブラックデジトロン」が、何者かの意図により混入され一時的に黒い姿となった。この姿の間はパワーが増加されるが、自我が失われ暴走状態となっている。

### 関連種・亜種・その他
- ウォーグレイモン
- メタルガルルモン
- インペリアルドラモン：パラディンモード
- アルファモン
- オメカモン
- オメガシャウトモン
- スサノオモン

## 登場人物としてのオメガモン

### デジモンアドベンチャー ぼくらのウォーゲーム!
大量増殖したディアボロモンに一斉攻撃され、瀕死のウォーグレイモン・メタルガルルモンのもとに太一とヤマトが寄り添い、同時に世界中から送られた無数の応援メールが巨大な光のデジタマのようにウォーグレイモンたちを包み、腕へと変化したウォーグレイモン・メタルガルルモンの中央に世界中の人々からの願いが集まり、ボディを形成したことでオメガモンが誕生した。
圧倒的パワーで無数に分裂したディアボロモンをガルルキャノンで核ミサイルのタイマーを持った1体を残して全て一掃し、最後のその1体をグレイソードで倒した。
後述の「ディアボロモンの逆襲」に登場するオメガモンと同一の個体であるが、台詞はない。ただし、PSP版では戦闘時のみ坂本千夏による台詞がある。

### デジモンアドベンチャー02 ディアボロモンの逆襲
声優は坂本千夏と山口眞弓。再び現れたディアボロモンを倒すべく、太一・ヤマトと共に向かうアグモン・ガブモンがオメガモンの一部へとワープ進化後に合体し、誕生する。そしてエンジェモン・エンジェウーモンの協力のもと、ディアボロモンを倒すがそれは罠であり、倒すと同時に無数のクラモンが発動する。
現実世界へ出現したクラモンの大群が東京湾にてアーマゲモンへと進化し、これを倒すべくオメガモンも東京湾に向かう。しかしアーマゲモンに敗北、両腕が千切れ落ち、瞳の光が消えてしまう。次いで、インペリアルドラモンもアーマゲモンに敗北してしまうが、千切れ落ちた腕であるアグモンとガブモンの意思がオメガモンのボディをホーリーリングへと変化させ、太一たちの希望の詰まったホーリーリングから生まれたオメガブレードを託し、腕はアグモン・ガブモンへと戻った。ガルルキャノンの砲撃の色は紫色。

### デジモンテイマーズ 冒険者たちの戦い
声優は坂本千夏と山口眞弓。無印・02の世界のオメガモンと同一の存在だが、一人称は「私」となっている。かつて倒されたアポカリモンのデータの残骸から生まれたメフィスモンと戦うが、別世界に逃げられてしまう。自分は別世界に干渉できないため、その世界のテイマーであるルキ、ジェンをタカトの元へ送り、メフィスモン撃退を託す。

### デジモンアドベンチャーVテイマー01
エイリアスIIIの一人藤本秀人が育てたウォーグレイモンのオーグとメタルガルルモンのメルーガのジョグレス体として登場。最初は強大な敵として立ちはだかったが戦いを経て和解、強力な味方となる。
基本的に人格はオメガモンとして統一されているが、ジョグレス中もオーグとメルーガの人格は存在し、絆を見せていた。

### デジモンクロニクル
ホストコンピュータ・イグドラシルからの刺客として旧デジタルワールドから脱出し、NEWデジタルワールドに来たX抗体を持つデジモンたちを異分子と見なし粛清していた。ドルゴラモンと戦いその強さに圧倒されるが、忠義のために自ら異分子となることを知りつつもX抗体を取り込み、オメガモンXとなりドルゴラモンを倒す。しかしドルゴラモンは死のX-進化でデクスドルゴラモンと化し、さらにそこから生体データが飛ばされデクスモンへと変貌してしまう。スクルドターミナルへ出現したデクスモンと戦うが、オメガインフォースやオールデリートさえもデクスモンには通用しなかった。その後、それでもデジモン粛清を断行しようとし、それを止めようとするアルファモンと戦う。

### デジモンバトルクロニクル
声優は田中秀幸。

### DIGITAL MONSTER X-evolution
声優は『デジモンバトルクロニクル』と同じく田中秀幸。ドルモンを表の主人公とするならば、裏の主人公と呼ぶべきデジモン。ロイヤルナイツの一員としてイグドラシルの命令の下にPROJECT ARK（プロジェクトアーク）を実行、全デジモンの消去に乗り出す。イグドラシルの命令に忠実な動きをとっていたがデュークモンの行動やドルグレモン（アルファモン）の言葉に心を動かされ、イグドラシルへの不信感を抱き、真意を知るためにアルファモンと共にイグドラシルの下へ向かう。
最後にはアルファモンからX抗体を譲り受け、オメガモンXへとX-進化（ゼヴォリューション）。オールデリートの力を以てイグドラシルを抹消する。ガルルキャノンの砲撃の色は水色で、エネルギーの放出を続けて敵を複数抹消したりもした。

### デジモンセイバーズ
声優は高橋広樹。ロイヤルナイツの一人として現れる。前述の『X-evolution』を除くとテレビアニメでは初登場となる。
最後にイグドラシルに反発し、イグドラシルの攻撃から大たちを守った。声優の高橋は『アドベンチャー』から『テイマーズ』までにも敵や脇役として出演している。

### デジモンクロスウォーズ
声優は島田敏。元々はデジタルワールドの正義の意志を守護する騎士団の一員だったが、デジタルワールドの分裂を防ぎきれず、仲間と共にデジメモリとなって散らばってしまい、唯一人間界に落ち、そこでデジモンたちのメロディを聞き取れる資質のある者を探し続け、主人公である工藤タイキと出会い、彼にクロスローダーを託し、デジタルワールドへと導いた。なお、前述の「騎士団」とはデジメモリのデジモンたちのことであり、ロイヤルナイツのことを言っているのではない。
また、第3期の終盤には別の世界の過去から八神太一と石田ヤマトが客演し、ウォーグレイモンとメタルガルルモンを合体させて上記の『ウォーゲーム』および『ディアボロモンの逆襲』と同一個体のオメガモンが登場。台詞は無かったが、デュークモン：クリムゾンモードと共闘しグレイソードでベリアルヴァンデモンを瞬殺するなど圧倒的な強さを見せた。
なお、ファンの間では長らく、「オメガモンはジョグレス進化なのでは？」という意見もあったが、今作でテントモンに、「あれはただの合体」と解説された。

### デジモンアドベンチャー:
八神太一のグレイモンと石田ヤマトのガルルモンがアルゴモン（究極体）の攻撃を受けた時に、グレイモンとガルルモンが合体し登場。アルゴモンを倒すことに成功し、アルゴモンが現実世界に放ったミサイルの起動を変えた後に太一とヤマトが強制的に現実世界に戻されたために別れるが、太一がデジタルワールドに行った際アグモンに退化していた。